# Раудсеп, Михаил Яковлевич
Михаил Яковлевич Ра́удсеп  (1920—1985) — советский деятель здравоохранения, врач-хирург, основоположник торакальной хирургии в Карелии, впервые в Карелии выполнил операции на сердце и лёгких. Заслуженный врач РСФСР (1964) и Карельской АССР (1960).

## Биография
Окончил в 1938 г. среднюю школу, после чего поступил 1-й Ленинградский медицинский институт имени академика И. П. Павлова (окончил его в 1948 году).
С началом Великой Отечественной войны добровольцем ушёл на фронт.
Служил фельдшером-командиром эвакоотделения 48-го медсанбата 85-й Ленинградско-Павловской Краснознаменной стрелковой дивизии на Ленинградском и 3-м Прибалтийском фронтах.
С 1948 г. заведовал районным отделом здравоохранения исполкома Ведлозерского районного совета и был главным врачом районной больницы села Ведлозеро.
С января 1950 г. — заведующий хирургическим отделением Кондопожской районной больницы.
С сентября 1951 г. — ординатор хирургического отделения Республиканской больницы имени В. А. Баранова в г. Петрозаводске.
С 1958 г. стал заведующий хирургическим отделением республиканской больницы.
Первая закрытая митральная комиссуротомия в Карелии выполнена Раудсепом в 1959 г.
В 1963—1967 гг. — главный хирург Карельской АССР.
С 1967 г. до выхода на пенсию — главный врач больницы Министерства здравоохранения Карельской АССР.
.